# 黃紹杰
黃紹杰（？—？），號水簾、水涟，江西吉安府萬安縣黃潭人。

## 生平
少时师從萬安人何崙（字念一）。天啓元年（1621年）辛酉科江西乡试举人，天啓五年（1625年）乙丑科進士，授中书舍人，崇祯元年，考授给事中，彈劾罷免阉党南京御史李时馨、徐复阳。补授兵科给事中。五年十月升吏科右给事中，迁刑科左给事中。七年，以久旱上疏請求罷免何如宠、温体仁以讓上天回心轉意，皇帝责其草率妄言，调任上林署丞，迁行人司副。八年，李自成軍犯凤阳皇陵，绍杰复彈劾体仁悞国召寇，又被貶爲应天府检校，後來在南吏部郎中任上去世。

## 延伸阅读
[在维基数据编辑]
 《明史卷二百五十八》，出自《明史》